# كلود أباريسيدو دي أغويار
كلود أباريسيدو دي أغويار (بالبرتغالية: Claudecir Aparecido de Aguiar‏) (15 أكتوبر 1975 في البرازيل – )؛ هو لاعب كرة قدم سابق كان يلعب كلاعب وسط.

## وصلات خارجية
- كلود أباريسيدو دي أغويار على موقع رابطة كرة القدم اليابانية للمحترفين (اليابانية)
- كلود أباريسيدو دي أغويار على موقع قاعدة بيانات كرة القدم.إي يو (الإنجليزية)
- كلود أباريسيدو دي أغويار على موقع Soccerway.com (الإنجليزية)
- كلود أباريسيدو دي أغويار على موقع عالم كرة القدم.نت (الإنجليزية)